# Schwedische Badminton-Mannschaftsmeisterschaft 2012/13
Titelträger der Schwedischen Badminton-Mannschaftsmeisterschaft 2012/13 im Badminton und damit schwedischer Mannschaftsmeister wurde der Klub Fyrisfjädern, der sich in den Play-offs durchsetzen konnte.

## Vorrunde
| Platz | Team                | Punkte | Spiele | G  | U | V  | Spielpunkte |   |    | Sätze |   |     | Bälle |   |      |
| ----- | ------------------- | ------ | ------ | -- | - | -- | ----------- | - | -- | ----- | - | --- | ----- | - | ---- |
| 1     | Fyrisfjädern        | 32     | 14     | 11 | 0 | 3  | 64          | - | 34 | 144   | - | 86  | 4094  | - | 3602 |
| 2     | Kista BMK           | 29     | 14     | 10 | 0 | 4  | 60          | - | 38 | 135   | - | 98  | 3989  | - | 3776 |
| 3     | Team Malmö          | 28     | 14     | 10 | 0 | 4  | 60          | - | 38 | 133   | - | 87  | 3902  | - | 3404 |
| 4     | Täby BMF            | 26     | 14     | 9  | 0 | 5  | 59          | - | 39 | 138   | - | 91  | 3987  | - | 3560 |
| 5     | BK Carlskrona       | 26     | 14     | 9  | 0 | 5  | 56          | - | 42 | 123   | - | 100 | 3622  | - | 3658 |
| 6     | Team Badminton Väst | 16     | 14     | 4  | 0 | 10 | 42          | - | 56 | 97    | - | 125 | 3609  | - | 3738 |
| 7     | Skogås BK           | 11     | 14     | 3  | 0 | 11 | 41          | - | 57 | 96    | - | 129 | 3600  | - | 3874 |
| 8     | Spårvägens BMF      | 0      | 14     | 0  | 0 | 14 | 10          | - | 88 | 30    | - | 180 | 2910  | - | 4101 |

## Play-offs

### Halbfinale
- Kista BMK – Täby BMF: 3-4, 4-2, 4-0
- Fyrisfjädern – Team Malmö: 4-1, 4-0

### Finale
- Fyrisfjädern – Kista BMK: 4-0, 4-2